# Hidroenergija
Hidroenergija, hidraulička energija ili energija vode, je snaga dobivena iz sile ili energije tekuće vodene mase, koja se može upotrijebiti u čovjeku korisne svrhe. Prije nego što je komercijalna električna energija postala široko dostupna, energija vode se koristila za navodnjavanje i pogon raznih strojeva, poput vodenica, strojeva u tekstilnoj industriji, pilana, lučkih dizalica ili dizala.
Od početka 20. stoljeća, termin se koristi većinom u spoju s modernim razvojem hidroelektrične energije, što je omogućilo korištenje udaljenih izvora energije.
Druga metoda je koristila kompresor, koji bi komprimirao zrak pomoću mlaza vode, a čija bi se energija zatim mogla koristiti za pogon strojeva udaljenih od vode. Hidroenergija je obnovljivi izvor energije. Energija vode se očituje u hidrologiji, kao snaga vode u riječnom koritu. Kada rijeka nabuja, ona je tada najsnažnija i pomiče najveću količinu sedimenta.

## Povijest

### Vodenice i mlinovi
Energija vode se koristi već stotinama godina. U Indiji su se gradile vodenice i vodeni mlinovi, u Rimskom Carstvu energija vode se koristila za pogon mlinova koji su proizvodili brašno od žita; koristila se i za piljenje drva i oblikovanje kamena. Snaga vodenog vala ispuštenog iz spremnika koristila se za izdvajanje metalne rude u starom rudarskom procesu. Taj se proces široko koristio u Britaniji, u Srednjem vijeku te kasnije. Koristio se za dobivanje olova i kositra, a kasnije se iz njega razvilo hidraulično rudarenje koje je bilo u upotrebi tijekom kalifornijske potjere za zlatom.
U Kini i ostatku Dalekog istoka zahvaljujući energiji vode koristile su se crpke zasnovane na principu kotača sa spremnicima za podizanje vode u kanale za navodnjavanje. Tijekom 1830-ih godina, na vrhuncu perioda izgradnje kanala, energija vode se koristila za prijevoz teglenica uz, kao i niz strme padine pomoću tračnica s nakošenom ravninom. Izravni prijenos snage zahtijevao je da djelatnosti koje su koristile energiju vode budu smještene blizu vodopada. Primjerice, tijekom druge polovice 19. stoljeća izgrađeni su mnogi mlinovi za žito kraj slapova Sv. Antuna (Saint Anthony), koji su koristili 15-metarski vodopad do rijeke Mississippi. Ti su mlinovi doprinijeli razvoju Minneapolisa.

### Hidrauličke cijevi
Sustavi hidrauličkih mreža također su postojali. Sastojali su se od cijevi u kojima se nalazila tekućina pod tlakom, koja bi prenosila energiju od izvora, primjerice crpke, do krajnjih korisnika. Ovakve su mreže bile vrlo raširene u viktorijanskim gradovima Ujedinjenog Kraljevstva.

### Komprimirani zrak pomoću hidroenergije
Gdje se nalazi puno vode može se generirati komprimirani zrak izravno, bez pokretnih dijelova. U tim izvedbama, padajući stupac vode namjerno je pomiješan s mjehurićima zraka koji su nastali turbulencijom na višim razinama usisa. Ta smjesa pada niz cijev u duboku podzemnu komoru gdje je turbulencija manja te se mjehurići zraka odvajaju i isplovljavaju na površinu. Visina vodenog stupca sprječava komprimiranom zraka da pobjegne iz komore, dok izlaz, koji se nalazi ispod razine vode dopušta vodi da se vraća na površinu na nižoj razini od usisa. Objekt na ovom principu izgrađen je na rijeci Montreal u blizini Cobalta, u državi Ontario u 1910. i isporučuje 5000 konjskih snaga do obližnjih rudnika. 

## Utjecaj u prirodi
U hidrologiji se energija vode manifestira kroz djelovanje sile na korito i obale rijeka zbog kretanja vode. Ta je pojava posebno izražena u slučaju visokog vodostaja ili poplave. Snaga vode djeluje na korito i obale rijeke, odnoseći s njih talog i ostale materijale, što uzrokuje eroziju i ostale promjene u riječnom toku.

## Suvremena upotreba
Trenutno je u upotrebi ili razvoju više oblika korištenja energije vode. Neki oblici su isključivo mehanički, no većina je okrenuta pretvorbi energije vode u električnu energiju. Među širim područjima su:
- Vodenice, koje se koriste već stoljećima za pogon mlinova i ostalih strojeva;
- Električna energija dobivena iz vode; što se uobičajeno odnosi na vodene brane ili postave uz rijeke (npr. vodenice čiji se pogon temelji na hidraulici);
- Energija vodenih tokova, koja se dobiva iz energije gibanja (kinetičke energije) rijeka, potoka i oceana;
- Vrtložna energija, koja se dobiva iz vrtloga;
- Energija plime i oseke;
- Energija dobivena iz protoka uzrokovanih plimnim mijenama;
- Energija valova;
- Osmotska energija, odnosno energija gradijenta saliniteta, pomoću koje se energija dobiva iz razlike u koncentraciji soli između morske i riječne vode;
- Energija morskih struja;
- Energija dobivena iz razlike temperature oceana na različitim dubinama.

Energija vodenih tokova (hidroenergija) je danas izvor 715 000 MW, odnosno 19% električne energije proizvedene u svijetu. Velike brane se još uvijek projektiraju. Trenutno najveća hidroelektrana na svijetu, Hidroelektrana Tri klanca, izgrađena je u Kini, na najduljoj svjetskoj rijeci, rijeci Yangtze. Osim u nekolicini zemalja koje imaju energije vode dovoljno za pokrivanje većine potreba za električnom energijom, hidroelektrane uobičajeno pokrivaju vršne potrebe za električnom energijom zahvaljujući mogućnosti brzog upuštanja u pogon. Također, hidropotencijal se može koristiti kao veliki spremnik jeftine energije ako se pri suvišnoj proizvodnji hidrogenerator koristi kao pumpa (reverzibilne hidroelektrane).
Hidroenergija u osnovi ne stvara emisiju ugljikovog dioksida {\displaystyle {\ce {CO2}}} ni ostale štetne tvari, za razliku od izgaranja fosilnih goriva, te stoga nije značajni čimbenik globalnog zatopljenja zbog štetnih emisija {\displaystyle {\ce {CO2}}}. Energija dobivena iz hidroelektrana može biti znatno jeftinija od energije dobivene iz fosilnih goriva ili nuklearne energije. Područja s obiljem hidropotencijala privlače indrustriju. No, pretjerana briga za okoliš može biti prepreka razvoju hidroenergetike.
Glavna prednost hidroelektrana je njhova sposobnost da pokriju sezonsku i dnevnu vršnu potražnju za električnom energijom. Kada se smanji potražnja, brana jednostavno pohranjuje više vode, koja onda daje snažniji tok. Neke hidrocentrale koriste brane za pohranu viška energije (često tijekom noći) tako da hidrogenerator koriste kao pumpu koja vodu vraća u akumulaciju. Električna se energija može opet generirati u slučaju porasta potražnje. U praksi se korištenje spremljene vode komplicira zbog potreba za navodnjavanjem, koje se mogu javiti istovremeno kad i vršna električna opterećenja. Ne zahtijevaju sve hidroelektrane branu: neke koriste protok samo dijela toka rijeke, što je karakteristika manjih hidroelektrana. Primjer tehnologije u razvoju je tehnologija temeljena Gorlovljevoj helikoidnoj turbini.

### Energija plime i oseke
Iskorištavanje energije plime i oseke u zaljevu ili estuariju postoji u Francuskoj (od 1966.), u Kanadi i Rusiji, a moglo bi se proširiti i na ostale lokacije gdje je velika promjena razine mora u vrijeme plime i oseke. "Zarobljena" voda propušta se kroz plimnu branu u oba smjera i pokreće turbine. Ovakvi sustavi efikasno generiraju električnu energiju u kratkim ciklusima svakih 6 sati (prilikom svake mijene). Ovo ograničava primjenu energije plime i oseke: ova je energija vrlo predvidljiva, no ne može zadovoljiti brzo mijenjajuće potrebe.

### Energija strujanja plime i oseke
Riječ je o relativno novoj tehnologiji koja energiju crpi iz strujanja vode koje se stvara pri morskim mijenama. Princip rada je sličan onome kod vjetrogeneratora. Što je veća gustoća vode, generator može proizvesti veću snagu. Ova je tehnologija u ranom stadiju razvoja i zahtijeva još istraživanja prije nego postane značajniji sudionik u opskrbi električnom energijom, no neki prototipi već daju obećavajuće rezultate.

### Energija morskih valova
Iskorištavanje površinskih oceanskih valova daje znatno više energije od plimnih kretanja. U Škotskoj i Ujedinjenom Kraljevstvu istražena ja izvedivost toga. Generatori su pričvršćeni na plutajuće platforme, a prolaskom vode kroz šuplje betonske konstrukcije proizvode električnu energiju. Brojne tehničke teškoće usporile su napredak.
Prototip generatora iz energije valova konstruira se u Port Kembla u Australiji i očekuje se da bi mogao proizvesti energiju od 500 MWh godišnje. Pretvarač energije valova konstruiran je u lipnju 2005. i početni su rezultati nadmašili očekivanja za vrijeme valova male energije. Energija vala obuhvaća se pomoću generatora pogonjenog zrakom i pretvara u električnu. Za države s dugačkom obalom izloženom snažnijim valovima, energija valova omogućuje generiranje električne energije dovoljne za potrebe opskrbe.

## Vrste hidroelektrana koje koriste hidroenergiju
- Konvencionalne hidroelektrane, koje se odnose na hidroelektrane brana.
- Direktna hidroelektrana, koji pretvara kinetičku energiju rijeke ili potoka bez korištenja brana.
- Male hidroelektrane od 10 megavata ili manje, a često nemaju akumulacijsko jezero
- Mikro hidroelektrane daju nekoliko kilovata do par stotina kilovata do izoliranih domova, sela, ili manjih industrija
- Cjevovodne hidroelektrane koriste vodu koja je prethodno preusmjerena za korištenje negdje drugdje (npr. u sustavu odvodnje)
- Reverzibilna hidroelektrana sprema vodu koja je crpljena u razdoblju slabe potražnje koja će se kasnije prilikom velike potražnje pustiti u vodovod.

### Male hidroelektrane
Male hidroelektrane sve se češće koriste kao alternativni izvor energije, posebno u udaljenim područjima gdje ostali izvori energije nisu dostupni. Male hidroelektrane mogu se instalirati na malim rijekama ili potocima uz mali ili zanemariv utjecaj na okolišne pojave poput migracije riba. Većina malih hidroelektrana ne koristi branu ni veće preusmjeravanje toka rijeke, nego je zasnovana na vodenicama.
Prilikom postavljanja male hidroelektrane potrebno je uzeti u obzir neke okolnosti. Primjerice, količinu vode koja je stalno dostupna, jer nedovoljno kiše može ugroziti rad elektrane. Zatim pad, odnosno visinsku razliku zahvata i ispusta vode. Uz veći pad može se dobiti veća električna snaga. Također, postoji potreba za usklađivanjem s propisima i zakonima o zaštiti voda.
U posljednjih nekoliko godina, američka vlada značajnije podupire alternativne izvore energije. Za male hidroelektrane dostupne su mnoge povlastice (dotacije, krediti, porezne olakšice).
U siromašnijim područjima, mnoge udaljene sredine nemaju električnu energiju. Male hidroelektrane, snage ispod 100 kW, omogućuju takvim sredinama stvaranje električne energije. Ovaj oblik proizvodnje energije podupiru razne organizacije, poput Practical Action iz UK-a.
Male hidroelektrane mogu se koristiti i za izravni pogon osovina strojeva za mnoge industrijske primjene. Za potrebe kućanstava češće se koristi generator ili reverzirani elektromotor koji je, uz manju korisnost, vrlo dostupno i jeftino rješenje.

## Resursi u Republici Hrvatskoj
Nazivna snaga svih hidroelektrana u Republici Hrvatskoj 2008. godine iznosila je 2097 MW, što je 55% ukupne snage svih elektrana na području Republike Hrvatske.
Hidroelektrane su proizvele 4357 GWh električne energije u 2007. godini, a 5277 GWh u 2008., što čini približno 25%, odnosno 29% električne energije preuzete u elektroenergetski sustav Republike Hrvatske.

### Povijesni pregled razvoja hidroelektrana u Republici Hrvatskoj
- 1895. prva hidroelektrana izgrađena na Skradinskom buku na rijeci Krki, današnja HE Jaruga (pad 10 m, 1 vodna turbina, jednofazni generator 300 kVA);
- 1904. izgrađena nova HE Jaruga snage 5,4 MW;
- 1906. HE Miljacka (snaga 17,7 MW, pad 105 m i instalirani protok 24 m3/s);
- 1908. MHE Ozalj 1 na rijeci Kupi (snaga 2,5 MW);
- 1912. HE Kraljevac na rijeci Cetini (2 agregata, snaga 25,6 MW, pad 100 m i instalirani protok 30 m3/s);
- 1913. u MHE Ozalj 1 ugrađen i stavljen u rad treći agregat, ukupno instalirana snaga 3,3 MW;
- 1921. proradila MHE Zeleni Vir (1,7 MW) na potoku Curak;
- 1932. 2. faza HE Kraljevac (2 agregata, snaga 41,6 MW, instalirani protok 50 m3/s);
- 1936. u pogonu drugi agregat (5,6 MW) u HE Jaruga;
- do Drugog svjetskog rata 153 male hidroelektrane u Hrvatskoj;
- 1952. proradila HE Vinodol (94,5 MW), koja koristi vode u slivu Gorskog kotara. Izgrađena MHE Ozalj 2 s dvije proizvodne jedinice ukupne snage 2,2 MW (sveukupno 5,5 MW);
- 1953. u pogonu HE Zavrelje (2 MW) koja koristi vode sliva Trebišnjice (BiH);
- 1957. proradila CHE Fužine (turbinski pogon 4,6 MW; crpni pogon 4,8 MW), koja koristi vode u slivu Gorskog kotare;
- 1959. izgrađena HE Gojak (48 MW) na rijekama Mrežnici i Dobri;
- 1960. u pogonu HE Peruča na rijeci Cetini, snage 41,6 MW;
- 1962. prva faza HE Zakučac (216 MW) na rijeci Cetini;
- 1965. u pogonu HE Dubrovnik (216 MW) koja koristi vode sliva Trebišnjice (BiH). Proradila HE Senj koja koristi vode sliva Gacke i Like, snage 216 MW;
- 1968. u pogonu HE Rijeka 36,8 MW koja koristi vode Rječine;
- 1970. u pogonu HE Sklope (22,5 MW) koja koristi vode sliva Gacke i Like;
- 1974. proradila Crpna stanica Buško blato (BiH) 10,8 MW. U pogonu HE Orlovac (237 MW) koja koristi vode sliva umjetnog jezera Buško blato;
- 1975. puštena u pogon HE Varaždin na rijeci Dravi (86,6 MW);
- 1981. u pogonu MHE Golubić (7,5 MW) koja koristi vode rijeka Krke i Butišnice. Proradio drugi agregat (270 MW) u HE Zakučac;
- 1982. izgrađena HE Čakovec na rijeci Dravi (76 MW);
- 1984. u pogonu RHE Velebit (276 MW) koja koristi vode rijeka Zrmanje i Štikade;
- 1985. u pogonu RHE Lepenica (1,14 MW) koja koristi vode u slivu Gorskog kotare;
- 1988. U pogonu mHE Krčić na rijeci Krki (0,375 MW);
- 1989. izgrađena HE Dubrava na rijeci Dravi (76 MW). U pogonu HE Đale (40,8 MW) koja koristi vode sliva Cetine;
- 1998. obnovljena MHE Roški slap (1,76 MW);
- 2010. je HE Lešće (42,3 MW) puštena u rad;
- 2017. revitalizirana je HE Zakučac;
- 2017. izgrađena MHE Prančevići na rijeci Cetini (1,15 MW).

Trenutno su u RH u pogonu 23 veće hidroelektrane, a u dogledno vrijeme u planu je izgradnja:
- HE Podsused (43 MW)
- HE Kosinj (28 MW)
- HE Novo Virje (138 MW)
- HE Ombla (68,5 MW)
- HE Dubrovnik 2

U priloženoj tablici nalazi se popis svih hidroelektrana u Republici Hrvatskoj 2008. godine (HE znači hidroelektrana, RHE znači reverzibilna hidroelektrana, CS znači crpna stanica, CHE znači crpna hidroelektrana).
| Akumulacijske hidroelektrane | Raspoloživa snaga (MW) |
| ---------------------------- | ---------------------- |
| HE Zakučac                   | 538                    |
| RHE Velebit                  | 276/-240               |
| HE Orlovac                   | 237                    |
| HE Senj                      | 216                    |
| HE Dubrovnik                 | 216 (108 HR + 108 BiH) |
| HE Vinodol                   | 94,5                   |
| HE Kraljevac                 | 46,4                   |
| HE Lešće                     | 42,3                   |
| HE Peruća                    | 41,6                   |
| HE Đale                      | 40,8                   |
| HE Sklope                    | 22,5                   |
| CS Buško blato               | 11,4/-10,3             |
| CHE Fužine                   | 4,6/-4,8               |
| HE Zavrelje                  | 2                      |
| RHE Lepenica                 | 1,14/-1,25             |
| MHE Zeleni Vir               | 1,7                    |
| Protočne hidroelektrane      | Raspoloživa snaga (MW) |
| HE Varaždin                  | 86,5                   |
| HE Čakovec                   | 82                     |
| HE Dubrava                   | 82,4                   |
| HE Gojak                     | 48                     |
| HE Rijeka                    | 36,8                   |
| HE Miljacka                  | 24                     |
| MHE Golubić                  | 6,5                    |
| HE Jaruga                    | 7,2                    |
| HE Ozalj                     | 5,5                    |
| MHE Roški slap               | 1,76                   |
| mHE Krčić                    | 0,375                  |

## Proračun raspoložive snage
Vodeni resursi mogu se mjeriti prema količini dostupne snage, odnosno energije u jedinici vremena. U velikim akumulacijama dostupna snaga je uobičajeno funkcija pada i volumnog protoka. U akumulaciji je pad vode razlika između razine u akumulaciji i njene razine pri ispustu. Svaka količina vode može obaviti rad jednak njenoj težini pomnoženoj s padom.
Količina energije E oslobođena spuštanjem objekta mase m za razliku visine h u području djelovanja gravitacije je
{\displaystyle \,E=mgh},
gdje je g ubrzanje sile teže.
Energija raspoloživa pribranskim hidroelektranama je energija koja se može osloboditi padom vode u kontroliranim uvjetima. U takvim situacijama, snaga je povezana s masenim protokom.
{\displaystyle {\frac {E}{t}}={\frac {m}{t}}gh}
Uvođenjem P umjesto E/t i izražavanjem m/t kao volumena tekućine koja protječe u vremenu (volumni protok φ) i gustoće vode, dolazimo do uobičajenog oblika gornjeg izraza:
{\displaystyle P=\rho \,\phi \,g\,h.}
Za P u vatima, ρ je izražen u kg/m^3, φ je izražen u m^3/s, g (standardno ubrzanje sile teže) je izraženu u m/s^2, a visina h u metrima.
Neki hidroenergetski sustavi, poput vodenica, uzimaju energiju iz protoka mase vode bez da nužno mijenjaju visinu toka. U tom slučaju iskoristiva je kinetička energija vode koja protječe.
{\displaystyle P={\frac {1}{2}}\,\rho \,\phi \,v^{2}},
gdje je v brzina vode.
ili uz:
{\displaystyle \phi =A\,v},
gdje je A površina kroz koju voda prolazi:
{\displaystyle P={\frac {1}{2}}\,\rho \,A\,v^{3}.}
Vodenice kojima se voda privodi s gornje strane mogu koristiti oba oblika energije.

## Prednosti i nedostaci

### Prednosti

#### Flexibilnost
Hidroenergija je fleksibilan izvor električne energije jer postrojenja se mogu vrlo brzo prilagoditi potrebama električne energije.

#### Niski energetski troškovi
Glavna prednost hidroenergije je eliminacija troškova goriva. Troškovi rada hidroelektrane je gotovo imun na rast cijena fosilnih goriva kao što su nafta, prirodni plin ili ugljen te uvoz zbog toga nije potreban. Prosječna cijena električne energije iz hidroelektrane veće od 10 megavata je 3-5 američkih centi po kilovat-satu.
Hidroelektrane imaju dugi vijek trajanja, uz neka potrojenja koja su još uvijek u službi i nakon 50 do 100 godina. Operativni troškovi rada također su obično niski, jer su hidroelektrane automatizirane i imaju nekoliko kadrova na licu mjesta za vrijeme normalnog rada.

#### Pogodnost za industrijsku primjenu
Dok mnogi hidroenergetski projekti snabdjevaju mreže električne energije, neki su stvoreni da služe specifičnim industrijskim poduzećima. Namjenski hidroenergetski projekti često su građeni da osiguraju znatne količine električne energije potrebne za aluminijske elektrolitične tvornice.

#### Smanjenje emisije CO2
Od kad hidroelektrane ne koriste fosilna goriva, potvrđeno je da izravno ne proizvode ugljični dioksid. Mali dio ugljičnog dioksida proizvodi tijekom proizvodnje i izgradnje projekta, no to je zanemarivi dio emisije koju proizvede istovjetna elektrana na fosilna goriva. Prema mjerenjima koja je napravila jedna studija, za pretvorbu hidroenergije u električnu energiju proizvodi se manja količina stakleničkih plinova od bilo kojeg izvora energije. Na drugom mjestu bio je vjetar, treća je nuklearna energija, a četvrta je bila solarna i fotonaponska energija.

#### Ostale uporabe spremnika vode
Spremnici vode stvoreni hidroelektranama često pružaju objekte za sportove na vodi i postaju turističke atrakcije. U nekim zemljama, akvakultura u tim spremnicima je uobičajena. 

### Nedostaci

#### Oštećenja ekosustava i gubitak zemljišta
Velika akumulacijska jezera potrebna za rad hidroelektrana dovodi do potapanja velikih područja uzvodno od brane, što uzrokuje uništavanje biološkog bogatstva i produktivnih nizinskih i riječnih dolina, šuma, močvara i travnjaka. Hidroenergetski projekti mogu biti razorni za okolne vodene ekosustave i uzvodno i nizvodno od hidroelektrane. Stvaranje hidroenergije mijenja riječni okoliš i nizvodno od brane. Voda na izlasku iz turbine obično sadrži vrlo mali udio sedimenta, što može dovesti do ispiranja riječnih korita i gubitka obala rijeka. 
Hidroenergetska infrastruktura također stvara fizičku prepreku koja onemogućava uzvodno-nizvodne migracije vodenih organizama.

#### Zaslanjivanje i protočna nestašica
Dok voda teče ona ima sposobnost da čestice koje su teže od same vode prenosi nizvodno. To ima negativan učinak na branu, a ujedno na hidroelektrane, osobito onim na rijekama ili unutar slivnih područja s visokim salinitetom. Zaslanjivanje može napuniti akumulacijsko jezero i smanjiti svoje kapacitete za kontrolu poplava te dodatno opterećuje branu. Na kraju, neka akumulacijska jezera mogu postati puna sedimenta i beskorisna ili se preliti preko brane za vrijeme poplava. Promjena u iznosu riječnog toka korelira s količinom energije proizvedene u branama. Niži riječni tokovi će smanjiti količinu skladištene vode u akumulacijskom jezeru, dakle smanjujući količinu vode koja se može koristiti za hidroelektrane. Rezultat smanjenog toka rijeke može biti nestašica struje u područjima koja dosta ovise o hidroenergiji. Rizik od nedostatka protoka najčešće je rezultat klimatskih promjena. Jedna studija pokazuje da skromne klimatske promjene, kao što su povećanje temperature od 2 stupnja Celzija bi rezultiralo 10% smanjenjem padalina, što može smanjiti optjecaj rijeka i do 40%. Brazil je posebno ranjiv zbog toga što se prvenstveno oslanja na hidroelektrane.

#### Emisija metana (iz spremnika vode)
Manji pozitivni utjecaji nalaze se u tropskim područjima. Primijećeno je da akumulacijska jezera elektrana u tropskim područjima proizvode znatne količine metana. To je zbog biljnog materijala u poplavljenim područjima koja propadaju i pretvarau se u anaerobne organizme, a koji proizvode metan, staklenički plin. 

#### Preseljenje
Još jedan nedostatak hidroelektrana je potreba da se preseli ljude koji žive područjima u kojima planiraju stvaranje akumulacijskog jezera. U 2000., Svjetska komisija za brane je procijenila da je zbog brana fizički raseljeno 40 do 80 milijuna ljudi širom svijeta.

#### Rizik oštećenja ili otkazivanje rada hidroelektrana
Zbog toga što velike konvencionalne brane suzdržavaju velike količine vode, kvar zbog loše gradnje, prirodnih katastrofa ili sabotaže može dovesti do katastrofalnih posljedica za nizvodna naselja i infrastrukture.

## Vanjske poveznice
- International Hydropower Association
- International Centre for Hydropower (ICH) hydropower portal with links to numerous organizations related to hydropower worldwide
- Practical Action (ITDG)  Arhivirana inačica izvorne stranice od 12. rujna 2009. (Wayback Machine) a UK charity developing micro-hydro power and giving extensive technical documentation.
- microhydropower.net  Arhivirana inačica izvorne stranice od 3. srpnja 2015. (Wayback Machine)
- Congressional Research Service (CRS) Reports regarding Hydropower  Arhivirana inačica izvorne stranice od 11. travnja 2009. (Wayback Machine)
- Ashden Awards hydro power winners